# Kaleidoscope (渡辺香津美・ミッキー吉野のアルバム)
| 専門評論家によるレビュー | 専門評論家によるレビュー |
| レビュー・スコア         | レビュー・スコア         |
| 出典                     | 評価                     |
| ------------------------ | ------------------------ |
| Allmusic                 | [ 1 ]                    |

『Kaleidoscope』（カレイドスコープ）は、 日本のギタリスト、渡辺香津美とミッキー吉野のアルバムである。1978年に、DENON JAZZからLP盤で発売された。

## 解説
FM東京（現・TOKYO FM）の当時の番組「DENONライブコンサート」の200回記念として1978年2月26日に「夢のスーパーセッション Jazz & Rock」というタイトルで放送されたジャズとロックのスペシャル・ライヴを音源化したもの。
ジャズ代表　渡辺香津美とロック代表　ミッキー吉野（ゴダイゴのメンバー）がバンドマスターとして選ばれ、セッション・メンバーのコーディネートやアレンジを担当した。 日本の当時の若手アーティストが多数出演している。
16チャンネル・レコーダーで録音され、カルメン・マキのボーカルをオーバーダビングしている。

## 収録曲
| #         | タイトル                                    | 作詞                     | 作曲                     | 時間 |
| --------- | ------------------------------------------- | ------------------------ | ------------------------ | ---- |
| 1.        | 「処女航海」(Maiden Voyage)                 | ハービー・ハンコック     | ハービー・ハンコック     | 5:50 |
| 2.        | 「世界はゲットーだ」(The World Is A Ghetto) | ウォー                   | ウォー                   | 9:54 |
| 3.        | 「アズ」(As)                                | スティーヴィー・ワンダー | スティーヴィー・ワンダー | 6:18 |
| 合計時間: | 合計時間:                                   | 合計時間:                | 22:02                    |      |

| #         | タイトル                           | 作詞                       | 作曲                     | 時間  |
| --------- | ---------------------------------- | -------------------------- | ------------------------ | ----- |
| 1.        | 「カレイドスコープ」(Kaleidoscope) | 渡辺香津美 、 ミッキー吉野 | 渡辺香津美、ミッキー吉野 | 16:20 |
| 合計時間: | 合計時間:                          | 合計時間:                  | 16:20                    |       |

## 参加ミュージシャン
- 渡辺香津美 - エレクトリックギター (A1-A3, B1)、アコースティックギター (A3)
- ミッキー吉野 - シンセサイザー(A1,B1)、Roland strings(A1)、指揮 (A2)、ピアノ (A3)
- 向井滋春 - トロンボーン (A1,A2,B1)
- 土岐英史 - ソプラノ・サックス、アルト・サックス (A1,A2,B1)
- 植松孝夫 - テナー・サックス (A1,A2,B1)
- 岡沢茂 - ベース (A1,B1)
- スティーブ・フォックス - ベース (A2,A3,B1)
- 村上"ポンタ"秀一 - ドラム(A1-A3,B1)
- トミー・スナイダー - ドラム(A2,B1)
- 松本博 - ピアノ(A1,A2,B1)
- 竹田和夫 - ギター(A1,A2,B1)
- 土屋昌巳 - ギター(A1-A3,B1)
- 井上憲一 - ギター(A2-A3,B1)
- ジョージ紫 - ハモンドオルガン(A2,A3,B1)
- ジョン山崎 - クラビネット、エレクトリックピアノ(A2,B1)
- 横山達治 - パーカッション (A2-A3,B1)
- 酒井俊 - ボーカル(A1,A2,A3)
- カルメン・マキ - ボーカル(A1,A2,A3)

## 制作クレジット
- プロデューサー - 青山悌三
- レコーディング・ディレクター - 斉藤有弘、Kenichi Kishi
- レコーディング・エンジニア - 三尾善夫
- カバー・フォト – 内藤忠行
- カバー・デザイン - Sign 斉藤智
- フォト・タイプ - 黙 Mok
- ライナーノーツ - 青山悌三、ミッキー吉野
- ライナーノーツ、渡辺香津美インタビュー - 吉村栄一 (COCB-54210)

## リリース日一覧
| 地域 | リリース日     | レーベル                           | 規格                   | カタログ番号                | 備考                                       |
| ---- | -------------- | ---------------------------------- | ---------------------- | --------------------------- | ------------------------------------------ |
| 日本 | 1978年5月      | DENON JAZZ                         | 30cmLP                 | YX-7580-ND                  |                                            |
| 日本 | 2004年12月22日 | 12cmCD                             | J-room                 | COCB-53294                  | リマスタ                                   |
| 日本 | 2010年9月1日   | 12cmCD                             | Better Days            | COCB-53927                  | HQCD, 渡辺香津美アーリー･イヤーズ･ボックス |
| 日本 | 2010年9月1日   | Columbia Music Entertainment, Inc. | デジタル・ダウンロード | 388051257                   | iTunes Store                               |
| 日本 | 2010年9月1日   | Columbia Music Entertainment, Inc. | デジタル・ダウンロード | Bbrd5lo3r2mi6num64bp5qqnuvi | Google Play Music                          |
| 日本 | 2010年9月1日   | Columbia Music Entertainment, Inc. | デジタル・ダウンロード | B00IG5WECI                  | Amazon.co.jp                               |
| 日本 | 2013年3月20日  | SHOWBOAT                           | 12cmCD                 | SWAX-1010                   | SHM-CD, 紙ジャケ                           |